# Lempholemma botryosum
Lempholemma botryosum är en lavart som först beskrevs av A. Massal., och fick sitt nu gällande namn av Alexander Zahlbruckner. Lempholemma botryosum ingår i släktet Lempholemma och familjen Lichinaceae.  Arten är reproducerande i Sverige. Inga underarter finns listade i Catalogue of Life.